# Жабешка усойница на Лихтенщайн
Жабешките усойници на Лихтенщайн (Causus lichtensteinii) са вид влечуги от семейство Отровници (Viperidae).
Срещат се в Екваториална Африка.
Таксонът е описан за пръв път от Жорж Албер Буланже през 1905 година.